# Championnat du monde de Formule 1 1954
Navigation
1953 1955
Le championnat  du monde de Formule 1 1954 a été remporté par l'Argentin Juan Manuel Fangio au volant d'une Maserati puis d'une Mercedes.

## Règlement sportif
- Seuls les 5 meilleurs résultats sont retenus.
- L'attribution des points se fait selon le barème 8, 6, 4, 3 et 2 points avec 1 point pour l'auteur du meilleur tour en course.
- Plusieurs pilotes peuvent se relayer au volant d'une même voiture. Les points sont alors divisés, sans tenir compte du nombre de tours bouclés par chacun.

## Règlement technique
- Moteurs atmosphériques : 2 500 cm³
- Moteurs suralimentés : 750 cm3

Après deux saisons courues sous le règlement technique de la Formule 2, la cylindrée maximale autorisée passe de 2 000 à 2 500 cm3.

## Principaux engagés
Alors que depuis sa création le championnat se limite à un duel italo-italien (Alfa Romeo contre Ferrari puis Ferrari contre Maserati), la concurrence étrangère prend forme en 1954 avec l'arrivée de Mercedes. Les Italiens de Lancia sont également annoncés en cours de saison. 
Ces arrivées bouleversent le marché des pilotes : le champion en titre Alberto Ascari et son inséparable ami Luigi Villoresi quittent Ferrari pour Lancia et sont remplacés par José Froilán González (de retour après deux années chez Maserati) et le Français Maurice Trintignant qui rejoignent Giuseppe Farina et Mike Hawthorn.
Maserati est le grand perdant de ces transferts avec le départ de González et de Juan Manuel Fangio qui a prévu de rejoindre Mercedes à partir du GP de France. Onofre Marimón se retrouve promu leader de la marque au Trident. 
Enfin, outre Juan Manuel Fangio, Mercedes alignera l'ingénieur-pilote Karl Kling, le vétéran Hermann Lang et l'espoir Hans Herrmann.
Liste complète des écuries et pilotes (hors Indianapolis) ayant couru dans le championnat 1954 de Formule 1 organisé par la FIA.
| Écurie                    | Constructeur     | Châssis      | Moteur                                                      | Pneus | Pilotes                 | Courses   |
| ------------------------- | ---------------- | ------------ | ----------------------------------------------------------- | ----- | ----------------------- | --------- |
| Officine Alfieri Maserati | Maserati         | 250F A6GCM   | Maserati 250F1 2.5 L6 Maserati A6 2.0 L6                    | P     | Juan Manuel Fangio      | 1, 3      |
| Officine Alfieri Maserati | Maserati         | 250F A6GCM   | Maserati 250F1 2.5 L6 Maserati A6 2.0 L6                    | P     | Onofre Marimón          | 1, 3-6    |
| Officine Alfieri Maserati | Maserati         | 250F A6GCM   | Maserati 250F1 2.5 L6 Maserati A6 2.0 L6                    | P     | Luigi Musso             | 1, 8-9    |
| Officine Alfieri Maserati | Maserati         | 250F A6GCM   | Maserati 250F1 2.5 L6 Maserati A6 2.0 L6                    | P     | Prince Bira             | 1         |
| Officine Alfieri Maserati | Maserati         | 250F A6GCM   | Maserati 250F1 2.5 L6 Maserati A6 2.0 L6                    | P     | Sergio Mantovani        | 3-4, 6-9  |
| Officine Alfieri Maserati | Maserati         | 250F A6GCM   | Maserati 250F1 2.5 L6 Maserati A6 2.0 L6                    | P     | Alberto Ascari          | 4-5       |
| Officine Alfieri Maserati | Maserati         | 250F A6GCM   | Maserati 250F1 2.5 L6 Maserati A6 2.0 L6                    | P     | Luigi Villoresi         | 4-6, 8    |
| Officine Alfieri Maserati | Maserati         | 250F A6GCM   | Maserati 250F1 2.5 L6 Maserati A6 2.0 L6                    | P     | Roberto Mieres          | 5, 7-9    |
| Officine Alfieri Maserati | Maserati         | 250F A6GCM   | Maserati 250F1 2.5 L6 Maserati A6 2.0 L6                    | P     | Stirling Moss           | 7, 9      |
| Officine Alfieri Maserati | Maserati         | 250F A6GCM   | Maserati 250F1 2.5 L6 Maserati A6 2.0 L6                    | P     | Harry Schell            | 7         |
| Officine Alfieri Maserati | Maserati         | 250F A6GCM   | Maserati 250F1 2.5 L6 Maserati A6 2.0 L6                    | P     | Louis Rosier            | 8         |
| Officine Alfieri Maserati | Maserati         | 250F A6GCM   | Maserati 250F1 2.5 L6 Maserati A6 2.0 L6                    | P     | Paco Godia              | 9         |
| Scuderia Ferrari          | Ferrari          | 625 553 500  | Ferrari 625 2.5 L4 Ferrari 554 2.5 L4 Ferrari 500 2.0 L4    | P     | Giuseppe Farina         | 1, 3      |
| Scuderia Ferrari          | Ferrari          | 625 553 500  | Ferrari 625 2.5 L4 Ferrari 554 2.5 L4 Ferrari 500 2.0 L4    | P     | Jose-Froilan Gonzalez   | 1, 3-8    |
| Scuderia Ferrari          | Ferrari          | 625 553 500  | Ferrari 625 2.5 L4 Ferrari 554 2.5 L4 Ferrari 500 2.0 L4    | P     | Mike Hawthorn           | 1, 3-9    |
| Scuderia Ferrari          | Ferrari          | 625 553 500  | Ferrari 625 2.5 L4 Ferrari 554 2.5 L4 Ferrari 500 2.0 L4    | P     | Umberto Maglioli        | 1, 7-8    |
| Scuderia Ferrari          | Ferrari          | 625 553 500  | Ferrari 625 2.5 L4 Ferrari 554 2.5 L4 Ferrari 500 2.0 L4    | P     | Maurice Trintignant     | 3-9       |
| Scuderia Ferrari          | Ferrari          | 625 553 500  | Ferrari 625 2.5 L4 Ferrari 554 2.5 L4 Ferrari 500 2.0 L4    | P     | Piero Taruffi           | 6         |
| Scuderia Ferrari          | Ferrari          | 625 553 500  | Ferrari 625 2.5 L4 Ferrari 554 2.5 L4 Ferrari 500 2.0 L4    | P     | Robert Manzon           | 7-8       |
| Scuderia Ferrari          | Ferrari          | 625 553 500  | Ferrari 625 2.5 L4 Ferrari 554 2.5 L4 Ferrari 500 2.0 L4    | P     | Alberto Ascari          | 8         |
| Équipe Gordini            | Gordini          | T16          | Gordini 23 2.5 L6                                           | E     | Jean Behra              | 1, 3-9    |
| Équipe Gordini            | Gordini          | T16          | Gordini 23 2.5 L6                                           | E     | Élie Bayol              | 1         |
| Équipe Gordini            | Gordini          | T16          | Gordini 23 2.5 L6                                           | E     | Roger Loyer             | 1         |
| Équipe Gordini            | Gordini          | T16          | Gordini 23 2.5 L6                                           | E     | Paul Frère              | 3-4, 6    |
| Équipe Gordini            | Gordini          | T16          | Gordini 23 2.5 L6                                           | E     | André Pilette           | 3, 5-6    |
| Équipe Gordini            | Gordini          | T16          | Gordini 23 2.5 L6                                           | E     | Jacques Pollet          | 4, 9      |
| Équipe Gordini            | Gordini          | T16          | Gordini 23 2.5 L6                                           | E     | Clemar Bucci            | 5-8       |
| Équipe Gordini            | Gordini          | T16          | Gordini 23 2.5 L6                                           | E     | Fred Wacker             | 7-8       |
| Écurie Rosier             | Ferrari Maserati | 500 625 250F | Ferrari 500 2.0 L4 Ferrari 625 2.5 L4 Maserati 250F1 2.5 L6 | D P   | Louis Rosier            | 1, 4-6, 9 |
| Écurie Rosier             | Ferrari Maserati | 500 625 250F | Ferrari 500 2.0 L4 Ferrari 625 2.5 L4 Maserati 250F1 2.5 L6 | D P   | Maurice Trintignant     | 1         |
| Écurie Rosier             | Ferrari Maserati | 500 625 250F | Ferrari 500 2.0 L4 Ferrari 625 2.5 L4 Maserati 250F1 2.5 L6 | D P   | Robert Manzon           | 4-6, 9    |
| Harry Schell              | Maserati         | A6GCM 250F   | Maserati A6 2.0 L6 Maserati 250F1 2.5 L6                    | P     | Harry Schell            | 1, 4-6, 9 |
| Emmanuel de Graffenried   | Maserati         | A6GCM        | Maserati A6 2.0 L6                                          | P     | Emmanuel de Graffenried | 1, 9      |
| Emmanuel de Graffenried   | Maserati         | A6GCM        | Maserati A6 2.0 L6                                          | P     | Ottorino Volonterio     | 9         |
| Roberto Mieres            | Maserati         | A6GCM 250F   | Maserati A6 2.0 L6 Maserati 250F1 2.5 L6                    | P     | Roberto Mieres          | 1, 3-4, 6 |
| Jorge Daponte             | Maserati         | A6GCM        | Maserati A6 2.0 L6                                          | P     | Jorge Daponte           | 1, 8      |
| Carlos Menditeguy         | Maserati         | A6GCM        | Maserati A6 2.0 L6                                          | P     | Carlos Menditeguy       | 1         |
| Écurie Francorchamps      | Ferrari          | 500          | Ferrari 500 2.0 L4                                          | E     | Jacques Swaters         | 3, 7, 9   |
| Prince Bira               | Maserati         | 250F         | Maserati 250F1 2.5 L6                                       | P     | Prince Bira             | 3-6, 9    |
| Prince Bira               | Maserati         | 250F         | Maserati 250F1 2.5 L6                                       | D     | Ron Flockhart           | 5         |
| Stirling Moss             | Maserati         | 250F         | Maserati 250F1 2.5 L6                                       | P     | Stirling Moss           | 3, 5-6, 8 |
| Daimler-Benz              | Mercedes         | W196 W196s   | Mercedes M196 2.5 L8                                        | C     | Juan Manuel Fangio      | 4-9       |
| Daimler-Benz              | Mercedes         | W196 W196s   | Mercedes M196 2.5 L8                                        | C     | Karl Kling              | 4-9       |
| Daimler-Benz              | Mercedes         | W196 W196s   | Mercedes M196 2.5 L8                                        | C     | Hans Herrmann           | 4, 6-9    |
| Daimler-Benz              | Mercedes         | W196 W196s   | Mercedes M196 2.5 L8                                        | C     | Hermann Lang            | 6         |
| Georges Berger            | Gordini          | T16          | Gordini 23 2.5 L6                                           | E     | Georges Berger          | 4         |
| Hersham and Walton Motors | HWM              | 53           | Alta GP 2.5 L4                                              | D     | Lance Macklin           | 4         |
| Owen Racing Organisation  | Maserati         | 250F         | Maserati 250F1 2.5 L6                                       | D     | Ken Wharton             | 4-7, 9    |
| Gilby Engineering         | Maserati         | 250F         | Maserati 250F1 2.5 L6                                       | D     | Roy Salvadori           | 4-5       |
| Scuderia Ambrosiana       | Ferrari          | 500          | Ferrari 500 2.0 L4                                          | A     | Reg Parnell             | 5         |
| GA Vandervell             | Vanwall          | Special      | Vanwall 254 2.5 L4                                          | P     | Peter Collins           | 5, 8-9    |
| Peter Whitehead           | Cooper           | T24          | Alta GP 2.5 L4                                              | D     | Peter Whitehead         | 5         |
| Bill Whitehouse           | Connaught        | A            | Lea Francis 2.0 L4                                          | D     | Bill Whitehouse         | 5         |
| Leslie Marr               | Connaught        | A            | Lea Francis 2.0 L4                                          | D     | Leslie Marr             | 5         |
| Rob Walker Racing Team    | Connaught        | A            | Lea Francis 2.0 L4                                          | D     | John Riseley-Prichard   | 5         |
| Sir Jeremy Boles          | Connaught        | A            | Lea Francis 2.0 L4                                          | D     | Don Beauman             | 5         |
| Ecurie Ecosse             | Connaught        | A            | Lea Francis 2.0 L4                                          | D     | Leslie Thorne           | 5         |
| RJ Chase                  | Cooper           | T23          | Bristol BS1 2.0 L6                                          | D     | Alan Brown              | 5         |
| Gould's Garage            | Cooper           | T23          | Bristol BS1 2.0 L6                                          | D     | Horace Gould            | 5         |
| Bob Gerard                | Cooper           | T23          | Bristol BS1 2.0 L6                                          | D     | Bob Gerard              | 5         |
| Ecurie Richmond           | Cooper           | T23          | Bristol BS1 2.0 L6                                          | D     | Eric Brandon            | 5         |
| Ecurie Richmond           | Cooper           | T23          | Bristol BS1 2.0 L6                                          | D     | Rodney Nuckey           | 5         |
| H Klenk                   | Klenk            | Meteor       | BMW 328 2.0 L6                                              | P     | Theo Helfrich           | 6         |
| Giovanni de Riu           | Maserati         | A6GCM        | Maserati A6 2.0 L6                                          | P     | Giovanni de Riu         | 8         |
| Scuderia Lancia           | Lancia           | D50          | Lancia DS50 2.5 L8                                          | P     | Alberto Ascari          | 9         |
| Scuderia Lancia           | Lancia           | D50          | Lancia DS50 2.5 L8                                          | P     | Luigi Villoresi         | 9         |

## Résumé du championnat du monde 1954
La saison débute au mois de janvier en Argentine mais l'été austral n'est pas synonyme de canicule comme l'apprennent à leurs dépens les pilotes Ferrari partis pour dominer la course (Gonzalez en tête) avant que de violentes averses redistribuent les cartes et permettent à Fangio de s'imposer. Celui-ci réitère sa performance en juin à Spa, offrant à Maserati une victoire en guise d'adieu.
Dès le rendez-vous suivant en France, Fangio passe chez Mercedes, les « Flèches d'Argent » effectuant leur retour à la compétition. Sur les longues lignes droites du circuit rémois, au volant d'une voiture à carrosserie enveloppante aérodynamique, Fangio offre un récital devant son équipier Karl Kling : première course de la W196 et première victoire. Le coup est rude pour la concurrence et l'arrivée d'Ascari et Villoresi chez Maserati (en attente de leurs Lancia) n'y change rien. 
À Silverstone, tracé moins favorable aux Mercedes, Gonzalez et la Ferrari s'imposent. Au volant de la W196 en version non-enveloppante, Fangio ne laisse pas passer l'occasion de faire triompher la firme à l'étoile chez elle, au Nürburgring, victoire amère pour Fangio dont le protégé Onofre Marimón a trouvé la mort lors des premiers essais : c'est la première fois qu'un Grand Prix du championnat du monde (hors Indianapolis 500) est endeuillé par la mort d'un pilote. 
En Suisse, une nouvelle victoire aisée de Fangio lui permet de s'assurer du titre mondial, à deux manches de la fin du championnat. Il s'impose ensuite à Monza, non sans avoir eu à batailler ferme tout d'abord contre la Ferrari d'Ascari, puis contre Stirling Moss. Pilote officiel Maserati depuis la mort de Marimón (il roulait auparavant sur une Maserati privée), Moss se révèle comme l'un des plus grands talents de sa génération. 
Le championnat se termine en Espagne par la victoire de Mike Hawthorn qui profite des soucis mécaniques rencontrés par Fangio. Cet ultime Grand Prix est également l'occasion de voir enfin en action la tant attendue Lancia D50, avec Ascari et Villoresi, contraints à une semi-inactivité tout au long de l'année (ils avaient eu la permission d'effectuer des « piges » chez Maserati et Ferrari). Première sortie pleine de promesses pour Ascari, contraint à l'abandon mais auteur de la pole position et du meilleur tour en course.

## Grands Prix de la saison 1954
| N° | Date        | Grand Prix                    | Circuit           | Vainqueur             | Voiture            | Résumé |
| 33 | 17 janvier  | Grand Prix d'Argentine        | Buenos Aires      | Juan Manuel Fangio    | Maserati           | Résumé |
| 34 | 31 mai      | Indianapolis 500              | Indianapolis      | Bill Vukovich         | Kurtis-Offenhauser | Résumé |
| 35 | 20 juin     | Grand Prix de Belgique        | Spa-Francorchamps | Juan Manuel Fangio    | Maserati           | Résumé |
| 36 | 4 juillet   | Grand Prix de France          | Reims-Gueux       | Juan Manuel Fangio    | Mercedes           | Résumé |
| 37 | 17 juillet  | Grand Prix de Grande-Bretagne | Siverstone        | José Froilán González | Ferrari            | Résumé |
| 38 | 1er août    | Grand Prix d'Allemagne        | Nürburgring       | Juan Manuel Fangio    | Mercedes           | Résumé |
| 39 | 22 août     | Grand Prix de Suisse          | Bremgarten        | Juan Manuel Fangio    | Mercedes           | Résumé |
| 40 | 5 septembre | Grand Prix d'Italie           | Monza             | Juan Manuel Fangio    | Mercedes           | Résumé |
| 41 | 24 octobre  | Grand Prix d'Espagne          | Pedralbes         | Mike Hawthorn         | Ferrari            | Résumé |

## Classement des pilotes
| Classement | Pilote                | Pays        | Voiture              | Nombre de points |
| ---------- | --------------------- | ----------- | -------------------- | ---------------- |
| 1er        | Juan Manuel Fangio    | Argentine   | Maserati et Mercedes | 42 (57,14)       |
| 2e         | José Froilán González | Argentine   | Ferrari              | 25,14 (26,64)    |
| 3e         | Mike Hawthorn         | Royaume-Uni | Ferrari              | 24,64            |
| 4e         | Maurice Trintignant   | France      | Ferrari              | 17               |
| 5e         | Karl Kling            | Allemagne   | Mercedes             | 12               |
| 6e         | Bill Vukovich         | États-Unis  | Kurtis-Offenhauser   | 8                |
| 7e         | Hans Herrmann         | Allemagne   | Mercedes             | 8                |
| 8e         | Roberto Mieres        | Argentine   | Maserati             | 6                |
| 9e         | Luigi Musso           | Italie      | Maserati             | 6                |
| 10e        | Giuseppe Farina       | Italie      | Ferrari              | 6                |
| 11e        | Jimmy Bryan           | États-Unis  | Kuzma-Offenhauser    | 6                |
| 12e        | Jack McGrath          | États-Unis  | Kurtis-Offenhauser   | 5                |
| 13e        | Stirling Moss         | Royaume-Uni | Maserati             | 4,14             |
| 14e        | Onofre Marimón        | Argentine   | Maserati             | 4,14             |
| 15e        | Sergio Mantovani      | Italie      | Maserati             | 4                |
| 16e        | Robert Manzon         | France      | Ferrari              | 4                |
| 17e        | Prince Bira           | Thaïlande   | Maserati             | 3                |
| 18e        | André Pilette         | Belgique    | Gordini              | 2                |
| 19e        | Mike Nazaruk          | États-Unis  | Kurtis-Offenhauser   | 2                |
| 20e        | Luigi Villoresi       | Italie      | Maserati             | 2                |
| 21e        | Umberto Maglioli      | Italie      | Ferrari              | 2                |
| 22e        | Elie Bayol            | France      | Gordini              | 2                |
| 23e        | Troy Ruttman          | États-Unis  | Kurtis-Offenhauser   | 1,5              |
| 24e        | Duane Carter          | États-Unis  | Kurtis-Offenhauser   | 1,5              |
| 25e        | Alberto Ascari        | Italie      | Lancia               | 1,14             |
| 26e        | Jean Behra            | France      | Gordini              | 0,14             |

Note: À une époque où le chronométrage ne s'effectuait qu'au dixième de seconde, il n'a pas été possible de déterminer l'auteur du meilleur tour en course au Grand Prix de Grande-Bretagne. Sept pilotes se sont donc partagés le point du meilleur tour, marquant chacun 0,14 point. 

## Liste des Grands Prix disputés cette saison ne comptant pas pour le championnat du monde de Formule 1
| Nom                                 | Circuit           | Date         | Vainqueur             | Constructeur      |
| ----------------------------------- | ----------------- | ------------ | --------------------- | ----------------- |
| IVe Grand Prix de Syracuse          | Syracuse          | 11 avril     | Nino Farina           | Ferrari           |
| XVe Grand Prix de Pau               | Pau               | 19 avril     | Jean Behra            | Gordini           |
| VIe Lavant Cup                      | Goodwood          | 19 avril     | Reg Parnell           | Ferrari           |
| IIIe Grand Prix de Bordeaux         | Bordeaux          | 9 mai        | José Froilán González | Ferrari           |
| IVe BRDC International Trophy       | Silverstone       | 15 mai       | José Froilán González | Ferrari           |
| VIIe Grand Prix de Bari             | Bari              | 22 mai       | José Froilán González | Ferrari           |
| IIe Curtis Trophy                   | Snetterton        | 5 juin       | Roy Salvadori         | Maserati          |
| XIIIe Grand Prix de Rome            | Castel Fusano     | 6 juin       | Onofre Marimón        | Maserati          |
| XXIVe Grand Prix des Frontières     | Chimay            | 6 juin       | Prince Bira           | Maserati          |
| Ier Cornwall MRC Formula 1 Race     | Davidstow         | 7 juin       | John Riseley-Prichard | Connaught-Francis |
| Ier BARC Formula 1 Race             | Goodwood          | 7 juin       | Reg Parnell           | Ferrari           |
| IIe Crystal Palace Trophy           | Crystal Palace    | 19 juin      | Reg Parnell           | Ferrari           |
| IVe Grand Prix de Rouen-les-Essarts | Rouen-Les-Essarts | 11 juin      | Maurice Trintignant   | Ferrari           |
| IIIe Grand Prix de Caen             | Caen              | 25 juillet   | Maurice Trintignant   | Ferrari           |
| Ire August Cup                      | Crystal Palace    | 2 août       | Reg Parnell           | Ferrari           |
| IIe Cornwall MRC Formula 1 Race     | Davidstow         | 2 août       | John Coombs           | Lotus-Connaught   |
| Ire International Gold Cup          | Oulton Park       | 7 août       | Stirling Moss         | Maserati          |
| IIe RedeX Trophy                    | Snetterton        | 14 août      | Reg Parnell           | Ferrari           |
| XXIIIe Circuit de Pescara           | Pescara           | 15 août      | Luigi Musso           | Maserati          |
| Ve Sachsenring-Rennen               | Sachsenring       | 15 août      | Paul Thiel            | EMW               |
| IIIe Joe Fry Memorial Trophy        | Castle Combe      | 28 août      | Horace Gould          | Cooper-Bristol    |
| Ve Circuit de Cadours               | Cadours           | 12 septembre | Jean Behra            | Gordini           |
| Ier Grand Prix de Berlin            | AVUS              | 19 septembre | Karl Kling            | Mercedes          |
| VIIe Goodwood Trophy                | Goodwood          | 25 septembre | Stirling Moss         | Maserati          |
| Ier Daily Telegraph Trophy          | Aintree           | 2 octobre    | Stirling Moss         | Maserati          |